# Magnus Söderlund
Magnus Söderlund, född 19 mars 1963, är en svensk ekonom, professor i företagsekonomi med inriktning mot marknadsföring vid Handelshögskolan i Stockholm.

## Utbildning
Söderlund avlade civilekonomexamen 1986 och doktorsexamen 1993 vid Handelshögskolan i Stockholm. Han disputerade med doktorsavhandlingen Omvärldsmodeller hos beslutsfattare i industriföretag. En studie av svenska leverantörer till fordonsindustrin.

## Karriär
Söderlund var forskarassistent (Handelshögskolan använder amerikanska befattningsbeteckningar, engelska: Assistant Professor) 1993-1998 och docent (engelska: Associate Professor) 1998-2008 vid Handelshögskolan. Han är sedan 1998 direktör för Center for Consumer Marketing (CCM), ett forskningscentrum med inriktning mot konsumentbeteende vid Stockholm School of Economics Institute for Research (SIR) vid Handelshögskolan i Stockholm. Den 14 mars 2008 utnämndes han till professor i marknadsföring vid samma högskola.
Söderlund håller kurser i konsumentrelaterad marknadsföring och har skrivit flera böcker i ämnet. Två av dem har utsetts till "Årets Marknadsföringsbok i Sverige." Hans forskning återfinns inom området konsumentbeteende (engelska: consumer behavior, consumer research), där man studerar hur konsumenter införskaffar, använder och gör sig av med produkter. Hans forskning är inriktad mot hur konsumenter reagerar när de möter marknadsföringsinslag, som en säljare i en butik eller en annons. Exempel på reaktioner i dessa undersökningar är kundnöjdhet, rättviseuppfattningar (engelska: perceived justice), emotioner, intentioner och kundlojalitet. Dessa reaktioner är vanliga inom konsumentbeteendeforskningen, som ofta handlar om psykologiska reaktioner som antas påverka konsumenters beteende i form av köp och återköp. Många av Söderlunds studier är experiment, vilket innebär att deltagare allokeras slumpmässigt till olika grupper, vilka får olika behandlingar, och sedan jämförs gruppernas reaktioner efter behandlingarna. I Söderlunds bok Experiment med människor (Liber, 2010) ges en introduktion till metoden.

## Utmärkelser
- Söderbergska handelspriset 2011

## Böcker av Magnus Söderlund
- Den nöjda kunden (1997)
- Segmentering: Om marknadsföring på fragmenterade marknader (1998)
- I huvudet på kunden, red. (2000)
- Den lojala kunden (2001)
- Tankeverktyg för marknadsförare (2002)
- Emotionsladdad marknadsföring (2003)
- Mätningar och mått i marknadsförarens värld (2005)
- Experiment med människor (2010)